# 複合君主國
複合君主國（英語：Composite monarchy，又譯複合君主制、複合君主政體），也被稱為複合國家（composite state），是指一個君主之下，包涵了許多擁有各自疆域的王國，這些王國各自依當地的法律和政府體制來治理。這種形態的國家，在歷史上盛行於15至18世纪的歐洲（早期现代），其中一個例子是西班牙帝國，其範圍包括了西班牙王室統治下的各個歐洲國家以及美洲殖民地。此外還有波蘭立陶宛聯邦的前身波蘭立陶宛聯合王國（Polish–Lithuanian union）。
文藝復興時期，如弗朗切斯科·圭恰迪尼等思想家，鼓吹團結，希望小國家聯合在一起，形成大的複合君主國，以確保國家的強盛與安全。16世紀開始，受此思潮影響，歐洲開始出現複合國家。